# قصير هندي
قُصَيْر هندي أو أم لقف هندي (الاسم العلمي: Dorstenia indica)، هو نوع نباتي صغير من فصيلة التوتية موطنه جنوب الهند وسريلانكا وشرق شبه الجزيرة العربية. تم وصفه لأول مرة من قبل روبرت وايت في عام 1853.
القُصَيْر الهندي هو الممثل الوحيد لجنس القُصَيْر الذي ينمو في شرق شبه الجزيرة العربية وفي الغابات الاستوائية في جنوب آسيا. إنه ينتمي إلى نفس مركبات القُصَيْر الشعاعي (Dorstenia radiata) من الجزيرة العربية ، والقُصَيْر العملاق (Dorstenia gigas) من سقطرى، وأنواع من غرب إفريقيا مثل القُصَيْر النجمي (Dorstenia asteriscus).